# Sidi Moussa
Sidi Moussa est une commune de la wilaya d'Alger en Algérie, située dans la banlieue Sud d'Alger.

## Géographie

### Situation
Sidi Moussa est une commune de la plaine de la Mitidja, située à environ 25 km au sud d'Alger. L'oued El Harrach constitue sa limite ouest, alors que son affluent l'oued Djemaa s'écoule tout près du centre-ville.
| Birtouta                               | Baraki                                  | Les Eucalyptus           |
| Ouled Chebel, Chebli (wilaya de Blida) | Sidi Moussa                             | Larbaa (wilaya de Blida) |
| Chebli (wilaya de Blida)               | Ouled Selama, Bougara (wilaya de Blida) | Larbaa (wilaya de Blida) |

### Localités de la commune
Lors du découpage administratif de 1984, la commune de Sidi Moussa est constituée à partir des localités suivantes :
- Sidi Moussa (Chef lieu)
- Raïs (théâtre du massacre de 98 personnes le 29 août 1997[3])
- Zouaoui
- Houaoura
- D'himat
- Ouled Allel
- Caïd Gacem
- Domaine Si Belaïd

## Voies de communication et transport

### Voies routières
- Un échangeur de la 2e rocade sud d'Alger inauguré en 2010 est situé à l'extrême nord à la limite de la commune.
- Sidi Moussa est située au croisement de quatre routes, la RN61 venant des Eucalyptus pour aller à Boufarik, le CW14 permettant de rejoindre Baraki à Bougara et le CW117 pour aller à Larbaa.

### Transport en commun
Sidi Moussa est desservie par plusieurs lignes de bus de transport privées :
- Bougara - Sidi Moussa - Baraki
- Bougara - Sidi Moussa - Boumaati (El-Harrach)
- Bougara - Sidi Moussa - Alger-Centre (1er Mai)
- Sidi Moussa - Eucalyptus
- Sidi Moussa - Larbaa

Plusieurs lignes de bus de l'ETUSA desserve la commune :
- Ligne 124 : Sidi Moussa - El-Harrach
- Ligne 644 : Baraki - Sidi Moussa - Eucalyptus
- Ligne 648 : Sidi Moussa - 2 Mai
- Ligne 695 : Sidi Moussa - Les Eucalyptus - El-Harrach

## Toponymie
Le nom de la localité est constitué de la base « sidi », titre de noblesse issu de l'arabe signifiant notamment « monsieur », « monseigneur » ou « maître », et du second composant « Moussa », forme arabe de Moïse. Le nom complet de la localité signifie donc « seigneur, maître Moïse ».

## Histoire
Un hameau est créé en 1853 sur des terres appartenant aux « Ouled allel ». En plein milieu de la Mitidja, ce territoire dépendait des Beni-Moussa pendant la période ottomane. Il était rattaché à la régence d'Alger.
À la suite du découpage territorial de 1984, la commune de Sidi Moussa est rattachée à la wilaya de Blida. En 1997, à la création du gouvernorat du Grand-Alger, la commune est détachée de la wilaya de Blida, pour rejoindre celle d'Alger.

## Démographie
| 1966  | 1977  | 1987   | 1998   | 2008   |
| ----- | ----- | ------ | ------ | ------ |
| 1 303 | 2 375 | 36 565 | 27 888 | 40 650 |

## Économie
Bien que la commune soit historiquement à vocation agricole, à partir de 1971, une zone industrielle de 166 hectares est constituée autour de l'usine de préfabriqué de l'armée DNC-ANP. Cette zone consacrée aux industries métalliques, mécaniques, du bois et du bâtiments emploiera à son apogée plus de 10 000 personnes.
Quelques sociétés présentes sur le site :
- SNVI,
- EVSM,
- Batteries Assad,
- SOCOMEWIB
- El Bey (Thon et Sardines)
- BASF

## Sport
- Club de football de Chabab Baladiat Sidi Moussa (CBSM).

### Structures sportives
La commune accueille le Centre technique national de Sidi Moussa, centre de préparation des équipes nationales de football, inauguré autour d'une ancienne résidence coloniale.
- Au niveau du même centre, l'École Nationale de Football s'y trouve [7].